# Анрі ван де Вельде
Анрі ван де Вельде, також Велде (нід. Henry van de Velde; 3 квітня 1863 Антверпен — 25 жовтня 1957 комуна Оберегері) — фламандський архітектор і художник, один із засновників бельгійської гілки стилю ар-нуво.

## Життєпис
Анрі ван де Вельде народився в Антверпені 3 квітня 1863 року. Навчався живопису з 1880 по 1882 рік у Академії мистецтв. У 1884—1885 роках він продовжив навчання в Парижі у Каролюс-Дюрана. Брав участь в організації мистецьких груп «Альз ін Кан» і «Незалежного мистецтва» (Association pour l'Art Indépendent). У 1888 році був прийнятий в авангардистське товариство Les XX, де познайомився з Полем Гогеном і Вільямом Моррісом.
Перший період творчого життя ван де Вельде — до 1900 року — період творчого самовизначення. Він почав з занять живописом, віддавши данину захопленню імпресіонізмом і пуантилізму. Увійшовши в 1889 році в бельгійське художнє угруповання Les XX, він брав активну участь в її виставках, де експонувалися найбільші живописці того часу — Моне, Піссарро, Гоген, Ван Гог, Сірка, Тулуз-Лотрек.
З початку 1890-х років він виступав і у пресі як художній оглядач. З 1893 року ван де Вельде залишив живопис, захопився книжковою графікою, а потім і прикладним мистецтвом, проектуванням меблів. Ван де Вельде створив прикраси і меблі для редакцій журналів «Нове мистецтво» Бінга і «Сучасний дім» Мейєра Грефе. На Дрезденській художній виставці 1897 року було він представив тканини, шпалери, меблі.
У 1894 році ван де Вельде виконав перше архітектурне замовлення — будинок Сеті в Дівезі. У 1895—1896 роках він побудував власний особняк «Блуменверф» в Уккелі поблизу Брюсселя, де всі деталі ретельно промальовані в «стилі модерн», одним із творців якого він був. Вілла привернула загальну увагу. Плани і фасад будівлі промальовані майстром відповідно до функціонального призначення, але, всупереч своєму ж протесту проти наслідування «стилям колишніх епох», ван де Вельде багато запозичив від вільного планування англійського котеджу. Уже в цій будівлі помітно тяжіння ван де Вельде до раціоналізму, яке не отримало, проте, послідовного вираження. Його образ думок був пов'язаний з німецьким романтизмом, він був занадто залежний в своїй творчості від літератури і живопису.